# Corona 74
Corona 74 – amerykański satelita rozpoznawczy. Był 25. statkiem serii Keyhole-4 ARGON tajnego programu CORONA. Jego zadaniem było wykonanie wywiadowczych zdjęć Ziemi. Misja nieudana – kapsuła powrotna oddzieliła się od statku, ale pozostała na orbicie.

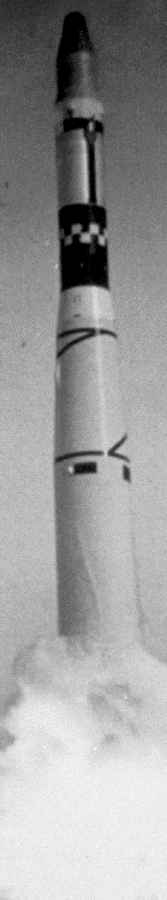
Start rakiety Thor Agena D z satelitą Corona 74 na pokładzie

Udane misje serii KH-4 wykonały łącznie 101 743 zdjęcia na prawie 72 917 metrach taśmy filmowej.